# Császárné Dobrovits Dorottya
Császárné Dobrovits Dorottya (Budapest, 1941. június 15. – Budapest, 1988. június 26.) magyar művészettörténész, a művészettörténeti tudományok kandidátusa (1979).

## Életpályája
1959-ben érettségizett. 1964-ben diplomázott az Eötvös Loránd Tudományegyetem Bölcsészettudományi Kar magyar–művészettörténet szakán. 1964–1977 között az Országos Műemlékfelügyelőség (OMF) Tudományos Osztálya, majd Terv- és Koordinációs Osztálya tudományos munkatársa volt. 1973–1976 között az MTA–TMB-n Garas Klára aspiránsa volt. 1977-ben Ausztriában tett tanulmányutat. 1977–1988 között a Szépművészeti Múzeum muzeológusa és tudományos főmunkatársa volt. Öngyilkos lett.

## Családja
Szülei: Dobrovits Aladár (1909-1970) művészettörténész, egyiptológus, muzeológus, egyetemi tanár és Dömötör Tekla (1914–1987) néprajzkutató, néprajztudós voltak. 1964-ben házasságot kötött Császár Lászlóval (1933–2008), aki építészmérnök, építészettörténész, az MTA doktora volt. Fia: Császár Péter (1967–).
Sírja a Farkasréti temetőben található (619-es jelű fülkék („F")-1274).

## Művei
- Hazai műemlékek és régi épületmaradványok jegyzéke (Magyar Műemlékvédelem, 1970. 4. sz.)
- Virágos deszkák művészete (Magyar Panoráma, 1971)
- A magyar műemléki nyilvántartás története (Magyar Műemlékvédelem, 1972. 2. sz.)
- A csatkai volt pálos templom építészeti problémái (Építészeti és Építéstudományi Szemle, 1973. 1. sz.)
- A műemlék élete és funkciója Ausztriában (1976, Építészeti és Építéstudományi Szemle, 1977. 3. sz.)
- Építési gyakorlat és építőművészet szintézisproblémái a magyarországi barokk építészetben (Kandidátusi értekezés; Budapest, 1978)
- Adatok Balatonfüred XVIII. századi építészetéhez (Veszprémi Múzeumi Évkönyv, 1979)
- A római Il Gesù templom építészettörténeti problémái (Acta Technica, 1979)
- Székesfehérvár ZaIka Máté u. 6. késő románkori lakóház (Műemlékvédelem, 1979)
- Székesfehérvár, székesegyház. (Tájak, korok, múzeumok kiskönyvtára. Budapest, 1982; 3. bővített kiadás: 1993)
- Középkori falak (Múzsák, 1983)
- A római Gesù-templom építészeti kapcsolatai (Építés- építészettudomány, 1983)
- Építkezés a 18. századi Magyarországon. Az uradalmak építészete (Monográfia; Művészettörténeti füzetek. 15. Budapest, 1983)
- Ganna. Plébániatemplom és mauzóleum (Tájak, korok, múzeumok kiskönyvtára. Budapest, 1984)
- Pápa. Római katolikus nagytemplom. (Tájak, korok, múzeumok kiskönyvtára. Budapest, 1984; 2. átdolgozott kiadás; 1998)
- Piranesi Prima Parte-kötetéről – ritka budapesti alkotások alapján. (Művészettörténeti Értesítő, 1990)
- Piranesi. Sajtó alá rendezte: Czére Andrea. (Az Építésügyi Tájékoztató Központ kiadványa. Budapest, 1993)
- A budai és pesti orvosi egyetemek XVIII. századi tervei (Műemlékvédelem, 1994)
- A komáromi „iszonyú Spectaculum.” (História, 2011)

## Díjai
- A Magyar Építőművészek Szövetsége (MÉSZ) Építészettörténeti Pályadíja (1969)
- Szocialista Kultúráért Érdemérem (1972)